# Majszin

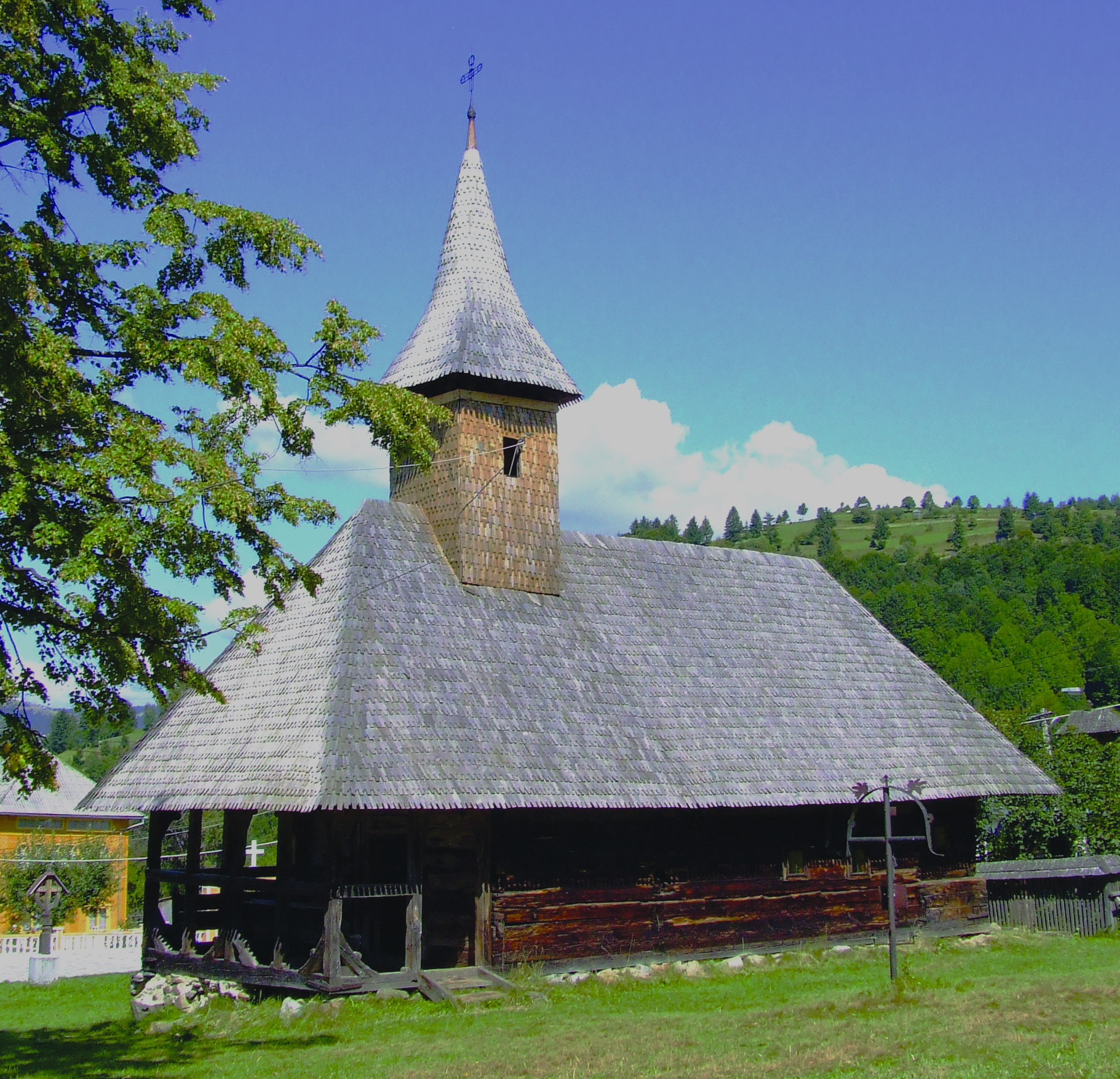
A Fekete-forrás kolostor fatemploma

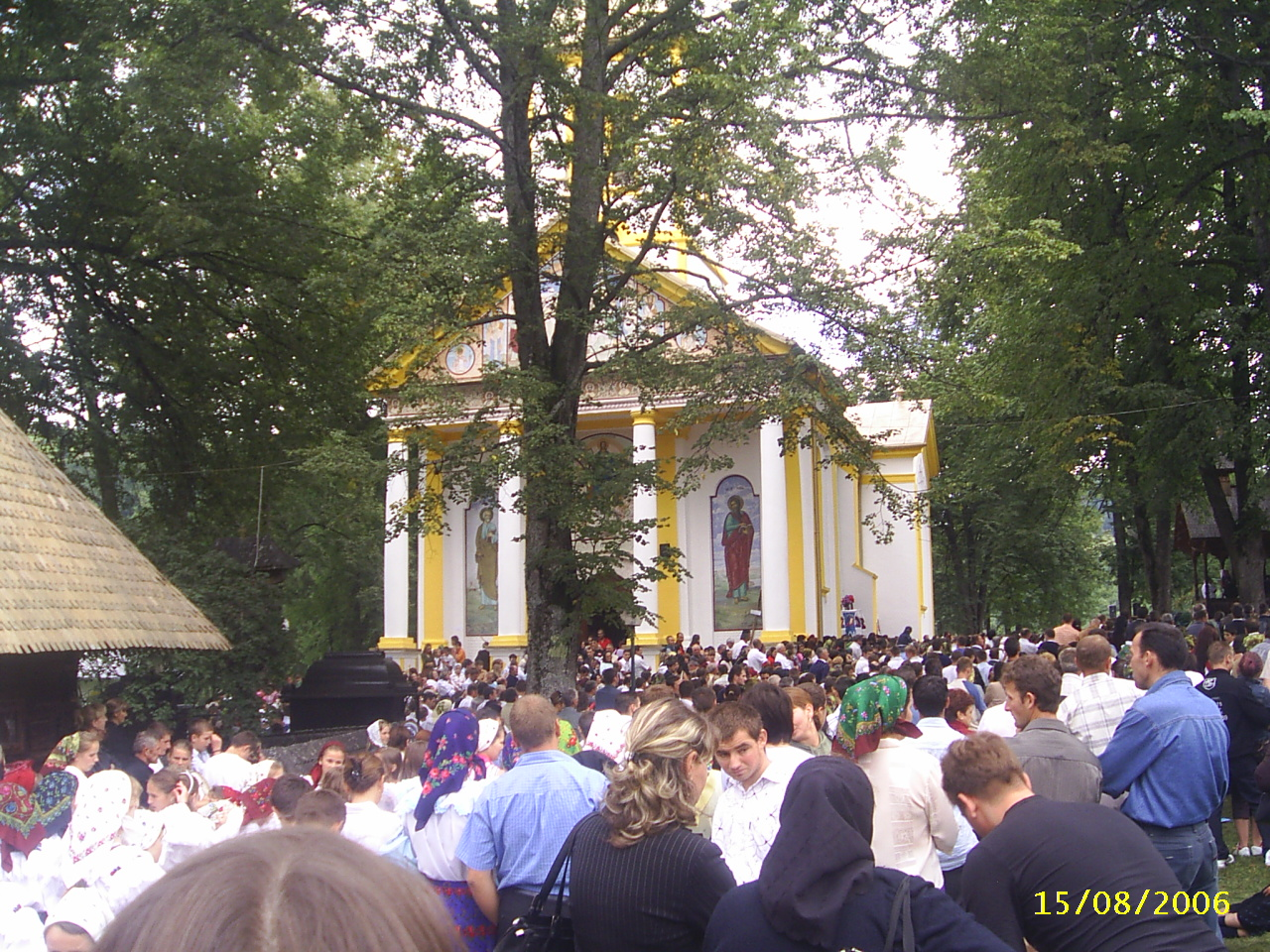
A kolostor búcsúja

Majszin, 1901-ig Mojszén (románul: Moisei) falu Romániában, Máramaros megyében, a történeti Máramarosban.

## Fekvése
Borsa és Felsővisó között, Máramarosszigettől 74 km-re délkeletre, a Visó partján, a Radnai- és a Máramarosi-havasok lábánál fekszik.

## Nevének eredete
Neve a Mózes személynév román Moise alakjából származik. Először 1365-ben Moyse, 1495-ben Mayzyn, 1808-ban pedig Mojszén alakban említették.

## Története
1365-ben a Szász család férfi tagjai kapták meg. A 15. században felváltva a Dolhai, a belőlük kivált Petrovai család, a helyi, a visói és a szelistyei román nemesek birtokolták. 1499-ben a dunántúli csebi Pogány család kapta. A 17–18. században román kisnemesi falu. 1720-ban 24 nemesi telket írtak össze benne. Lakói 1780-ban tértek át görögkatolikus hitre.
Az 1840-es években már kétszáz zsidó élt itt, és 1851-ben zsinagógájuk is volt. A Holokauszt előtt ezer fősnél is nagyobb közösségből 1947-ben 180 hazatért túlélőt számoltak össze, de néhány éven belül ők is elhagyták a falut.
1838-ban 1799 görögkatolikus és 235 zsidó vallású lakosa volt.
1880-ban 2417 lakosából 1937 volt román, 396 német és 3 magyar anyanyelvű; 1881 görögkatolikus és 534 zsidó vallású.
1944. október 14-én délután a Visó völgyében visszavonuló magyar katonák az előzetesen kiürített falu Borsa felőli végében, két deportált zsidó család faházában 31, főként mezőségi román munkaszolgálatost végeztek ki (ketten túlélték a kivégzést), majd éjjel felgyújtották a települést.
2002-ben 9023 lakosából 9011 volt román nemzetiségű; 8331 ortodox, 491 adventista és 148 pünkösdista vallású.

## Nevezetességek
- A Fekete-forrás ortodox kolostor előzménye 1637-ben már létezett, mivel abban az évben itt lakott Dumitru máramarosi püspök. Sava Branković metropolita és Mihai Coman helyi esperes alapította újjá 1672-ben, a putnai kolostor fiókkolostoraként. 1777-ben már nem lakták. 1843 és 1870 között ismét élt benne pár bazilita szerzetes.[3] Nagyboldogasszony napi búcsúját 1871-től említik. 1948-ban szerzeteseit letartóztatták, azóta ismét az ortodox egyház tulajdona. A román görögkatolikus egyház visszaperli. Fatemplomának belső festése 1699-ben, ikonosztáza 1792-ben készült. Mellé 1911-ben állítottak kőtemplomot.
- Az 1944-es vérengzés(wd) áldozatainak emlékművét a tett helyszínén, az országút mellett Vida Géza szobrászművész készítette 1969-ben fából, majd valószínűleg a művész halála után a szobrokat betonból újraöntötték.

## Híres emberek
- Vajay Erzsi színésznő itt született 1917-ben.

## Gazdasága
- Erdeigyümölcs-feldolgozó üzem.